# Aleksandr Makeev
Aleksandr Makeev (în rusă Александр Макеев; n. 7 noiembrie 1951, Cahul, RSS Moldovenească, URSS) este un mineralog și geolog sovietic și rus, doctor în științe geologice și mineralogice, profesor de mineralogie și cristalografie. 

## Biografie
S-a născut în orașul Cahul din RSS Moldovenească (actualmente Republica Moldova), în familia unui militar. Familia s-a mutat deseori la locul de serviciu al tatălui. A studiat la școlile din Ungaria (1958-1962), Samara (1962-1963) și Kazan (1963-1968).
În anii 1968-1973 a studiat la Facultatea de Geologie a Universității de Stat din Kazan, Departamentul de Mineralogie și Litologie, unde a primit specialitatea „Inginer geologic”. În 1979 și-a susținut teza de doctorat pe tema: „Tipomorfism și geneza sfaleritei în regiunea Uralilor de Nord-Novaia Zemlea de Sud” (Типоморфизм и генезис сфалерита Североуральско-Южноновоземельского региона).
În 1973-2007 a lucrat la Institutul de Geologie al filialei din Komi a Academiei de Științe a URSS din orașul Sîktîvkar. În 1992, a devenit cercetător-principal în cadrul Institutului, în 1998, șef al Laboratorului de Mineralogie a Diamantelor.
În 1992 și-a susținut disertația de doctorat pe tema: „Evoluția paragenezei minerale a ultrabaziților de tip alpin din Ural” (Эволюция минеральных парагенезисов альпинотипных ультрабазитов Урала)..
În 2007-2015, a lucrat la Laboratorul Institutului de Geologie al Depozitelor de Minereu, Petrografie, Mineralogie și Geochimie al Academiei Ruse de Științe.
În 2015-2017, a lucrat la Muzeul de Minereu și Petrografic al Academiei Ruse de Științe.
Din 2017 lucrează la Laboratorul de Geologie al Depozitelor de Minereuri al Institutului de Geologie al Depozitelor de Minereu, Petrografie, Mineralogie și Geochimie al Academiei Ruse de Științe.  

## Distincții și onoruri
- 1994: bursă științifică de stat pentru oameni de știință remarcabili din Rusia în domeniul geologiei, geofizicii, geochimiei și științelor miniere.[7]
- 1999: Laureat al Premiului de Stat al Republicii Komi în domeniul științei – pentru ciclul de lucrări „Mineralogie, conținut de cromită și platină a ultrabazitilor din Uralii polari”.[8].
- 2000: bursă științifică de stat pentru oameni de știință remarcabili din Rusia în domeniul geologiei, geofizicii, geochimiei și științelor miniere.[8]
- 2001: muncitor onorat al Republicii Komi.[8]